# (3265) Fletcher
(3265) Fletcher ist ein ungefähr sechs Kilometer großer Asteroid des inneren Hauptgürtels, der am 9. November 1953 vom deutschen Astronomen Karl Wilhelm Reinmuth an der Landessternwarte Heidelberg-Königstuhl auf dem Westgipfel des Königstuhls bei Heidelberg (IAU-Code 024) entdeckt wurde. Er gehört zur Vesta-Familie, einer Gruppe von Asteroiden, die nach (4) Vesta benannt ist.

## Benennung
(3265) Fletcher wurde nach dem britischen Seemann Fletcher Christian (1764–1792) benannt, der die Meuterei auf der Bounty anführte. Nach dem Schiff, der Bounty, wurde der Asteroid (3264) Bounty benannt. Christian, ein langjähriger Freund von William Bligh, nach dem der Asteroid (3263) Bligh benannt ist, war von Bligh eingeladen worden, ihn als Steuermannsmaat auf der Reise nach Tahiti zu begleiten. Nach der Meuterei kehrte das Schiff nach Tahiti zurück, wo 16 der Meuterer beschlossen, zu bleiben. Christian brachte die anderen Meuterer auf die Insel Pitcairn, wo sie hofften, einer Gefangennahme durch die Royal Navy zu entgehen. Da die Nachkommen von Fletcher Christian immer noch auf Pitcairn leben, starb er höchstwahrscheinlich dort, doch es gibt Berichte, die besagen, dass er heimlich in das Königreich England zurückgekehrt sei.
Der Name wurde von Gareth Vaughan Williams vorgeschlagen und von Edward L. G. Bowell gebilligt, der den Asteroiden endgültig identifizierte.